# Avventura al motel
Pour plus de détails, voir Fiche technique et Distribution.
Avventura al motel est un film italien réalisé par Renato Polselli, sorti en 1963, avec Franco Franchi, Ciccio Ingrassia, Margaret Lee, Anthony Steffen, Miranda Martino et Riccardo Billi dans les rôles principaux.

## Synopsis
Un hôtel romain est le lieu de rencontres clandestines, où se croisent différents personnages sans lien, si ce n'est un certain besoin de discrétion.

## Fiche technique
- Titre : Avventura al motel
- Titre original : Avventura al motel
- Réalisation : Renato Polselli
- Scénario : Bruno Corbucci, Giorgio Bianchi et Renato Polselli
- Photographie : Ugo Brunelli
- Montage : Otello Colangeli
- Musique : Franco Potenza (it)
- Décors : Amedeo Mellone
- Costumes : Angiolina Menichelli
- Producteur : Afro Taccari
- Société de production : ICIT Cinematografica
- Pays d'origine :  Italie
- Langue : Italien
- Format : Noir et blanc
- Genre : Comédie
- Durée : 100 minutes
- Date de sortie :
  - Italie : 9 février 1963

## Distribution
- Franco Franchi : Franco
- Ciccio Ingrassia : Ciccio
- Margaret Lee : Margaret
- Eva Bartok : Vera
- Anthony Steffen : Maurizio
- Miranda Martino : la femme de Maurizio
- Riccardo Billi : Riccardo
- Carla Calò : Elvira
- Memmo Carotenuto : Cesarino
- Gino Cervi : le commandant
- Hélène Chanel : Madame de Sèvres
- Tina Gloriani (it) : Ciccina
- Giampiero Littera (it) : Enrico
- Francisco Ramón Lojacono (it) : lui-même
- Maria Pia Luzi : Gemma
- Erminio Macario : Erminio
- Marco Mariani (it) : le pilote de l'avion
- Liana Orfei : l'amie d'Elvira
- Giuseppe Porelli : le lord de Capodimonte
- Michela Roc (it) : Gabriella
- Gina Rovere : Dolores
- Mario Scaccia : Manfredi
- Aroldo Tieri : l'ingénieur
- Lia Zoppelli : Gertrude
- Jimmy il Fenomeno
- Dorian Gray

## Autour du film
- Tourné aux studios Incir De Paolis à Rome, la première scène du film a lieu dans le nouvel aéroport Léonard-de-Vinci de Rome Fiumicino.
- Le footballeur italo-argentin de l'AS Roma Francisco Ramón Lojacono (it) joue dans ce film son propre rôle.